# Calyptraeoidea
Calyptraeoidea is een superfamilie van weekdieren uit de klasse van de Gastropoda (slakken).

## Familie
- Calyptraeidae Lamarck, 1809

### Synoniem
- Crepidulidae J. Fleming, 1822 => Calyptraeidae Lamarck, 1809